# Automóviles Fernández y Aymerich

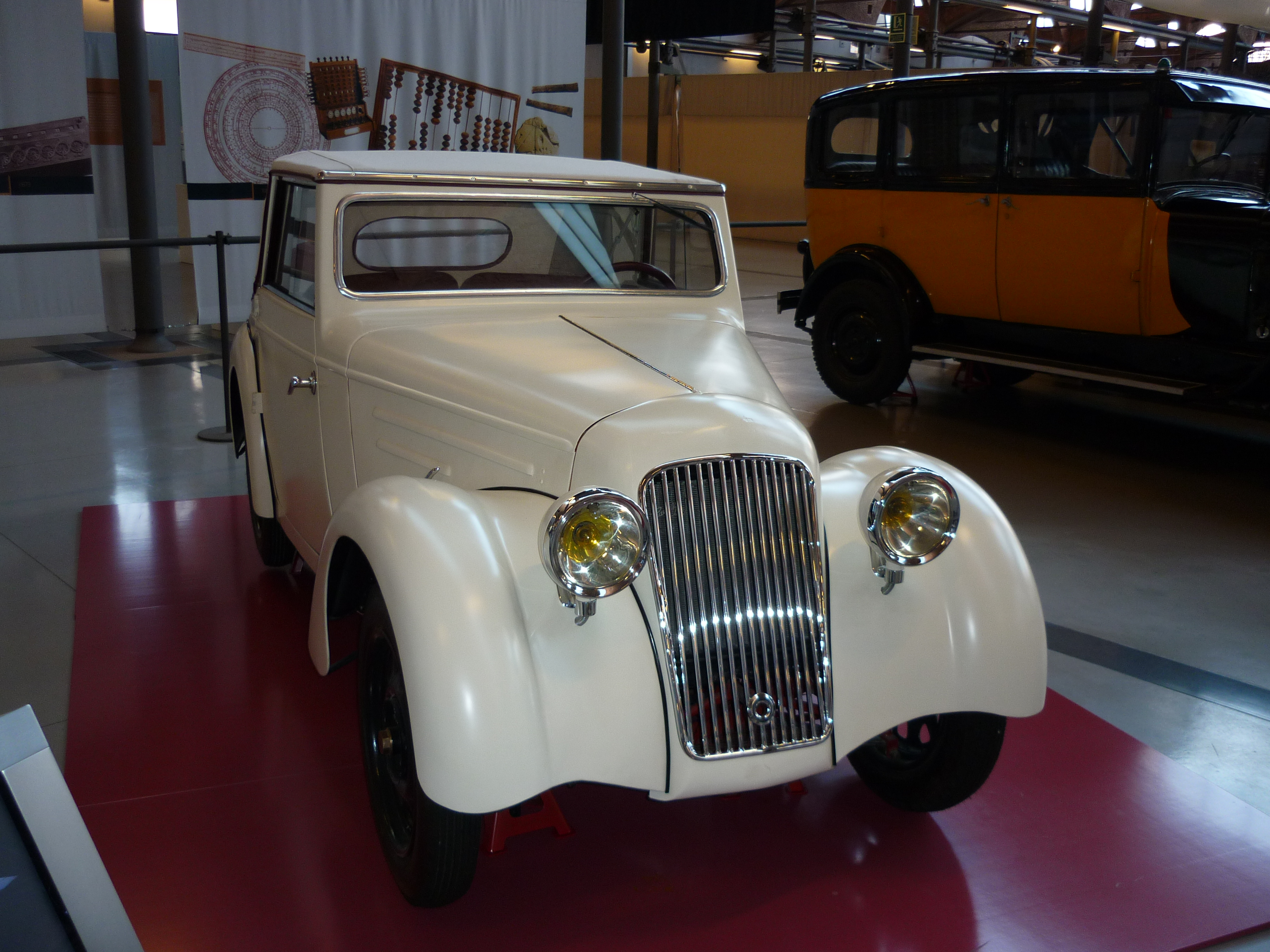
AFA

Automóviles Fernández y Aymerich war ein spanischer Hersteller von Automobilen.

## Unternehmensgeschichte
Das Unternehmen begann 1942 unter Leitung von Juan Aymerich Casanovas und Luíz Fernández Roca mit der Produktion von Automobilen. Jaime Morera Carreró war der Konstrukteur. 1944 stellte das Unternehmen auf der Exposición Automovilista Nacional aus. 1947 endete die Produktion.

## Fahrzeuge
Das einzige Modell basierte auf dem Nacional Rubi und war ein Kleinwagen mit einer offenen Cabrioletkarosserie. Für den Antrieb sorgte ein Vierzylindermotor, der vorne im Fahrzeug montiert war. 52 mm Bohrung und 62 mm Hub ergaben 527 cm³ Hubraum. Die Leistung betrug 13 PS. Die bauartbedingte Höchstgeschwindigkeit war mit 85 km/h angegeben.

## Stückzahl
Geplant war eine jährliche Produktion von 100 Fahrzeugen. Die tatsächliche Produktionszahl ist geringer. Eine Quelle schreibt von ein paar Prototypen, die andere von einer kleinen Produktion bis 1947.